# مونا روستر
مونا روستر (انگلیسی: Mona Rüster؛ زادهٔ ) یک بازیکن تنیس روی میز اهل آلمان است. 
وی در مسابقات کشوری و بین‌المللی در مجموع برنده ۲ مدال طلا، ۱ مدال نقره، ۱ مدال برنز شده‌است.